# Ядвіжин (Куявсько-Поморське воєводство)
Ядвіжин (пол. Jadwiżyn, нім. Hedwigswiesen) — село в Польщі, у гміні Садки Накельського повіту Куявсько-Поморського воєводства.
Населення — 191 особа (2011).
У 1975-1998 роках село належало до Бидгощського воєводства.

## Демографія
Демографічна структура станом на 31 березня 2011 року:
|          | Загалом | Допрацездатний вік | Працездатний вік | Постпрацездатний вік |
| -------- | ------- | ------------------ | ---------------- | -------------------- |
| Чоловіки | 88      | 18                 | 67               | 3                    |
| Жінки    | 103     | 27                 | 62               | 14                   |
| Разом    | 191     | 45                 | 129              | 17                   |